# Phyllonorycter cytisus
Phyllonorycter cytisus är en fjärilsart som först beskrevs av Hartig och Hans Georg Amsel 1952.  Phyllonorycter cytisus ingår i släktet guldmalar, och familjen styltmalar.
Artens utbredningsområde är Italien. Inga underarter finns listade i Catalogue of Life.